# Rádio Uirapuru (Passo Fundo)
Rádio Uirapuru é uma emissora de rádio brasileira sediada em Passo Fundo, município do estado do Rio Grande do Sul. Opera no dial FM, na frequência 102.5 MHz, sendo afiliada à Rede Gaúcha Sat. Durante muitos anos, a rádio operou no AM, na frequência 1170 kHz

## História
A Rádio Uirapuru foi fundada em 26 de novembro de 1981 na frequência AM 1170 kHz. Sua programação foi baseada em pesquisas de opinião feitas no município de Passo Fundo. Com 5 KW de potência e com o período de irradiação de 24h leva aos seus ouvintes uma programação voltada a informação e ao entretenimento, prestigiando a cultura nacional, somente reproduz músicas brasileiras. A primeira música a ser reproduzida foi "Fuscão Preto". 
Em 1991, entrou no ar a rádio Itamaracá FM, emissora irmã na frequência FM 102.5 MHz. Desde maio de 2007, chama-se Maisnova FM Passo Fundo. Em 1.º de setembro de 1999, a Rádio Uirapuru passou a fazer parte da Rede Gaúcha Sat, do Grupo RBS.
Em 1.º de julho de 2013, a Rádio Uirapuru passou a transmitir em FM na frequência 90.1 MHz, em substituição à Passo Fundense FM. A emissora foi uma das primeiras rádios tradicionais do estado a fazer transmissão simultânea no AM e FM antes mesmo da aprovação do decreto de migração das rádios AM. Em 1.ª de março de 2018, a Uirapuru inverteu de frequência com a Maisnova FM e passou a operar em 102.5 MHz.
Com a migração AM-FM, a Uirapuru AM teve autorização da Anatel para operar na frequência de FM 106.9, na qual estava em fase de implementação, e que agora está sendo ocupada pela Jovem Pan FM Passo Fundo, afiliada à Jovem Pan FM.
E com a migração do AM para o FM e com a afiliação da rede jovem pan, passa a operar somente em 102.5

## Comunicadores
- Valdir Mello
- Ieda Almeida
- JG
- Bruno Moraes
- Régis Leonardo
- Claudionor Ramos
- Ivaldino Tasca
- Caroline Secchi
- Lucas Mello
- Lucas Tibolla
- Luciano Silveira
- Roberto Carlos
- Mateus Mioto
- Cumpadre Lagoa Nogueira
- Gabriel Nunes
- Mateus Leal
- Ariel Selbach
- Lisiane Boaventura
- Leandro Vesoloski
- João Victor Lopes